# Cornant
Cornant – miejscowość i gmina we Francji, w regionie Burgundia-Franche-Comté, w departamencie Yonne.
Według danych na rok 1990 gminę zamieszkiwały 273 osoby, a gęstość zaludnienia wynosiła 54 osoby/km² (wśród 2044 gmin Burgundii Cornant plasuje się na 640. miejscu pod względem liczby ludności, natomiast pod względem powierzchni na miejscu 1233.).